# Warszawas tunnelbana
Warszawas tunnelbana (polska: Metro warszawskie) är tunnelbanesystemet i Warszawa, huvudstaden i Polen. När den öppnade 1995 blev den Polens första tunnelbana.

## Linjer
| Linje | Sträcka                       | Längd   | Stationer                                   |
|       | Kabaty - Młociny              | 23,1 km | 21 (Ytterligare två stationer är planerade) |
|       | Chrzanów - Rembielińska/Wilga | 31 km   | 28 Linjen är under byggnad                  |
|       |                               |         | 8 Linjen är i planeringstadiet              |

## Stationer
- Kabaty - STP
- A-1 Kabaty
- A-2 Natolin
- A-3 Imielin
- A-4 Stokłosy
- A-5 Ursynów
- A-6 Służew
- A-7 Wilanowska
- A-8 Wierzbno
- A-9 Racławicka
- A-10 Pole Mokotowskie
- A-11 Politechnika
- A-12 Plac Konstytucji - planerad
- A-13 Centrum
- A-14 Świętokrzyska
- A-15 Ratusz Arsenał
- A-16 Muranów - planerad
- A-17 Dworzec Gdański
- A-18 Plac Wilsona
- A-19 Marymont
- A-20 Słodowiec
- A-21 Stare Bielany
- A-22 Wawrzyszew
- A-23 Młociny

Planerad sträcka när den nya linjen i väst-östlig riktning är färdig.

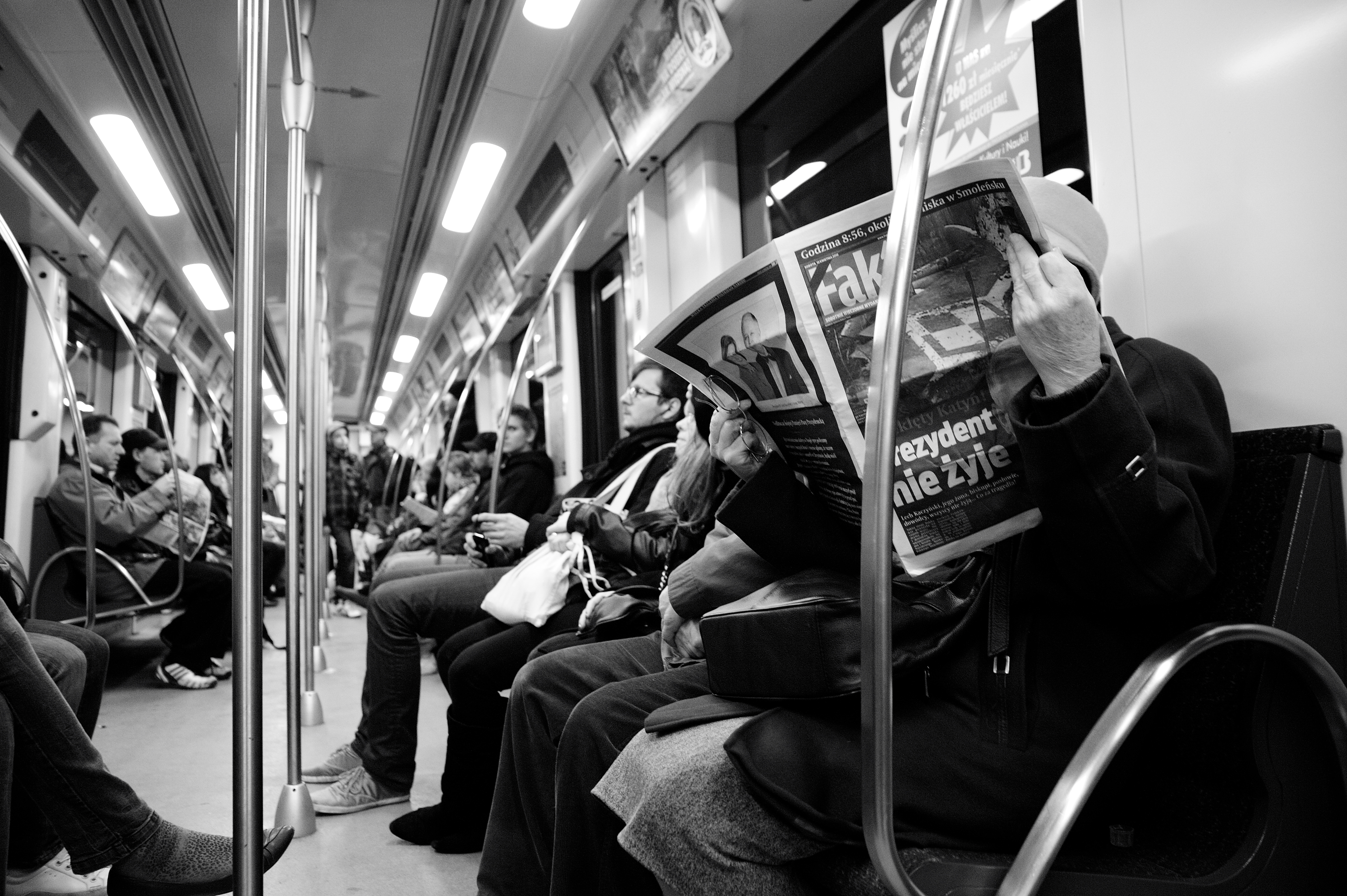
Tidningsläsare i Warszawas tunnelbana
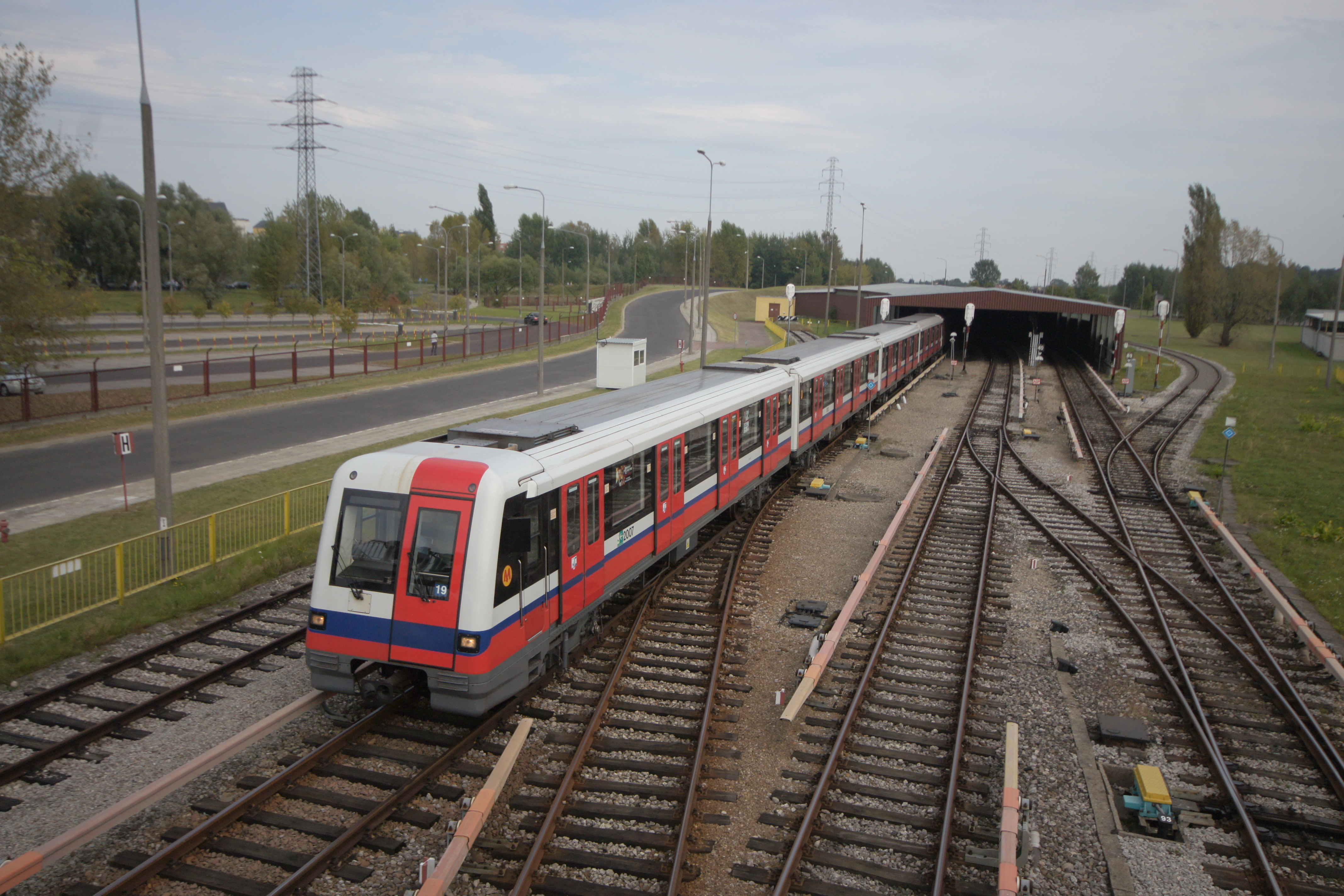
Tåg av Warszawas tunnelbana